# Pete Postlethwaite
Peter William "Pete" Postlethwaite (født 7. februar 1946, død 2. januar 2011) var en engelsk skuespiller, kendt bl.a. for sin Oscarnominerede rolle i I faderens navn fra 1993 og for sin medvirken i klimafilmen The Age of Stupid fra 2009.

## Filmografi i udvalg
- Hamlet (1990)
- Alien 3 (1992)
- I faderens navn (1993)
- The Usual Suspects (1995)
- Romeo + Juliet (1996)
- Amistad (1997)
- The Lost World: Jurassic Park (1997)
- The Shipping News (2001)
- Dark Water (2005)
- The Constant Gardener (2005)
- The Omen (2006)
- The Age of Stupid (2009)